# Новая (Духовщинский район)
Новая — деревня в Духовщинском районе Смоленской области России. Входит в состав Добринского сельского поселения. Население — 15 жителей (2007 год). 
Расположена в северной части области в 44 км к северо-востоку от Духовщины, в 1 км севернее автодороги Р136 Смоленск — Нелидово, на берегу реки Аржать. В 46 км восточнее деревни расположена железнодорожная станция Никитинка на линии Дурово — Владимирский Тупик. 

## История
В годы Великой Отечественной войны деревня была оккупирована гитлеровскими войсками в июле 1941 года, освобождена в сентябре 1943 года.